# Aporosa tetrapleura
Aporosa tetrapleura är en emblikaväxtart som beskrevs av Henry Fletcher Hance. Aporosa tetrapleura ingår i släktet Aporosa och familjen emblikaväxter. Inga underarter finns listade i Catalogue of Life.